# Arizona-Rindenskorpion
Der Arizona-Rindenskorpion (Centruroides vittatus), auch Kleiner Texasskorpion genannt, gehört zu der Familie der Buthidae. Er ist ein kleiner bis mittelgroßer Skorpion mit einer Größe von ca. 7 cm bei adulten Tieren.
Die Färbung reicht von dunklen bis hin zu sehr blassen Formen.
Die trockenheitsliebenden xerischen Formen sind eher gelblich, wohingegen die mesischen (weder trockenheits- noch feuchtigkeitsliebend) Formen eine eher dunklere Grundfarbe besitzen und die Streifen leicht ins Orange gehen.
Vom Äußeren ähnelt der C. vittatus stark dem C. exilicauda, lässt sich jedoch durch eine dreieckige, meist dunkle „Maske“ zwischen dem medianen Augenpaar auf dem Carapax unterscheiden, welche bei C. exilicauda fehlt.

## Lebensraum
Der Lebensraum des C. vittatus erstreckt sich von ganz Texas über Teile der angrenzenden Staaten bis nach Nordmexiko.
Vor Ortschaften macht der Skorpion kaum halt, aufgrund dessen man ihn auch öfter in und um Wohnhäusern sichten kann.
Der Skorpion hält sich vorwiegend in Fels- oder Rindenspalten auf, in denen er meist kopfüber hängend den Tag verbringt und auch seine Nahrung verspeist.

## Toxizität
Der Centruroides vittatus gehört zu den mindergiftigen Skorpionen, obwohl er zur Gattung der sonst giftigen und medizinisch bedeutsamen Centruroides gehört. Die Symptomatik eines Stiches ähnelt unter normalen körperlichen Bedingungen (gesund, Nichtallergiker usw.) der eines Bienenstiches.
Die insektenfressende Grashüpfermaus Onychomys torridus (ein Nagetier), zu deren Beutetieren auch Skorpione gehören, verfügt über ein Glycoprotein, das durch einen Bestandteil des Toxins aktiviert wird. Die schmerzerzeugende Wirkung wird dadurch blockiert, was eine bedingte Resistenz gegenüber dem Toxin verleiht.

## Verhalten
Der C. vittatus ist nachtaktiv, selten aber auch tagsüber anzutreffen.
Im adulten Stadium verhält er sich anderen adulten Skorpionen der eigenen Art gegenüber recht neutral, jüngere Skorpione hingegen können als Nahrung betrachtet werden.
Ansonsten weist er eine eher geringe Kannibalismusrate auf.

## Nahrung
Zum Beutespektrum gehören sämtliche im Lebensraum vorhandenen Tiere in passender Größe, die überwältigt werden können.